# Lady A
Lady A (раније Lady Antebellum) америчка је кантри музичка група основана 2006. године у Нешвилу. Чине је Хилари Скот (главни и пратећи вокал), Чарлс Кели (главни и пратећи вокал, гитара) и Чарлс Кели (пратећи вокал, гитара, клавир, мандолина). У јуну 2020. скратили су назив у „Lady A” током протеста поводом убиства Џорџа Флојда у покушају да смање асоцијацију са ропством и Антебеллум Југом, ненамерно изазвавши спор са блуз и госпел певачицом Анитом Вајт, која је користила име Lady A више од 20 година.

## Дискографија
- (2008)
- (2010)
- (2011)
- (2012)
- (2013)
- 747 (2014)
- (2017)
- (2019)
- (2021)